# Typhonodorum lindleyanum
Espèce
Synonymes
- Arodendron engleri Werth[1]
- Typhonodorum madagascariense Engl.[1]

Typhonodorum lindleyanum est une Aracée du genre Typhonodorum et de la sous-famille des Aroideae. Cette espèce de plante est originaire des Comores, de Madagascar, de l’Île Maurice et de Tanzanie.
Elle pousse le long des berges des rivières et des lacs et dans les marais.